# موسى الحربي
موسى الحربي لاعب كرة قدم سعودي ، يلعب كمدافع في نادي الجبلين معار من نادي القادسية.

## مسيرة اللاعب
بدأ في نادي القادسية في الفئات السنية وأعير إلى نادي الجبلين في عام 2024.